# Hain (rivier)

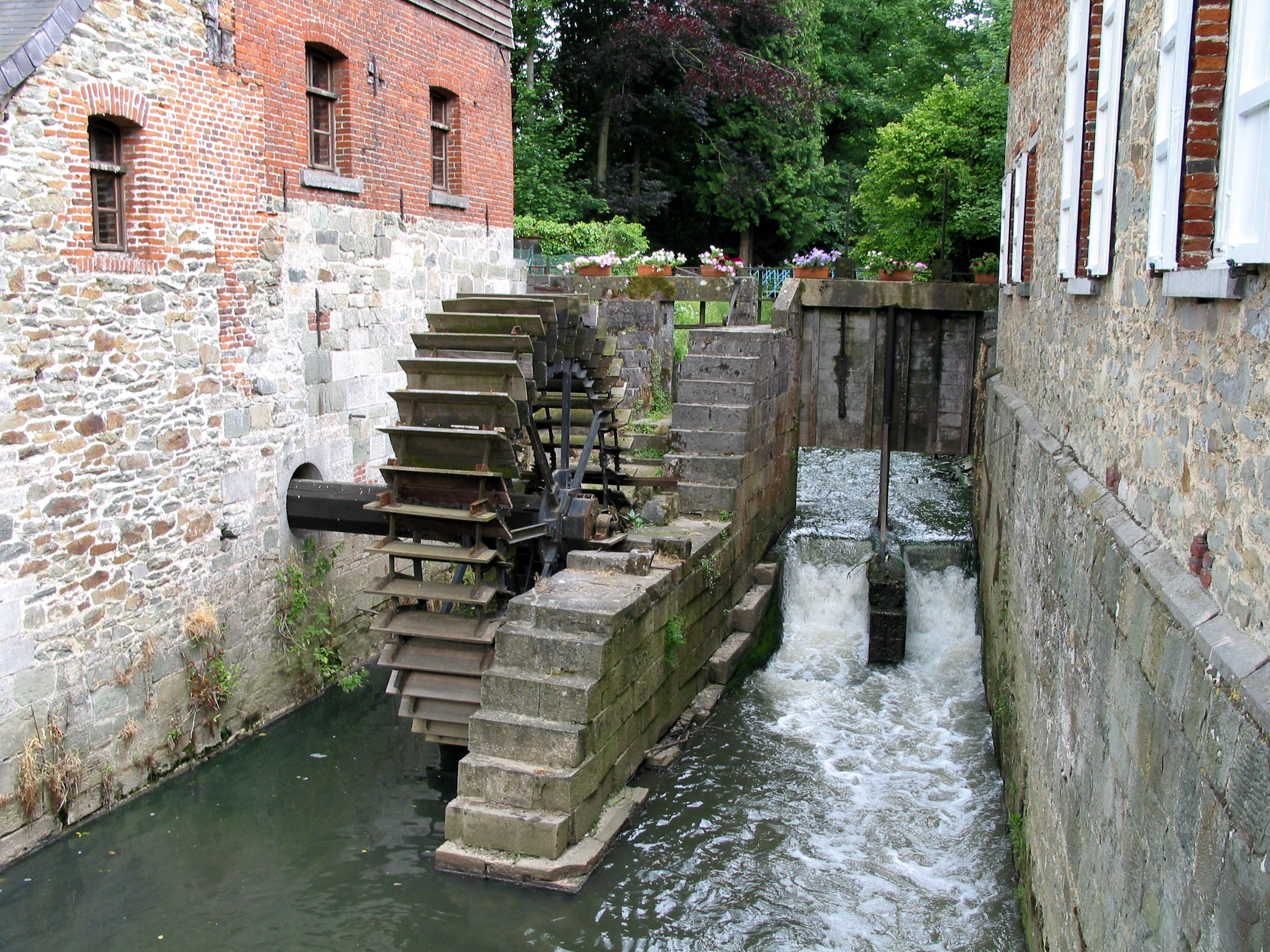
De Hain in Kasteelbrakel

De Hain  is een riviertje in Waals-Brabant in België.
De Hain ontspringt in Lillois-Witterzée en stroomt door de dorpen Ophain-Bois-Seigneur-Isaac, Woutersbrakel, Eigenbrakel en Kasteelbrakel, om uiteindelijk na 25 km bij Klabbeek uit te monden in het kanaal Charleroi-Brussel.  Vóór de aanleg van het kanaal was het een zijrivier van de Senette (stroomgebied van de Schelde).

## Etymologie
Oorspronkelijk heette de rivier de Brakel (Frans: Braine), waarmee hij zijn naam aan drie Waalse dorpen gaf.  In Ophain heette hij ook ri d'Ophain. Ophain, dat oorspronkelijk Op-heim betekende, werd in het Waals begrepen als op de Hain en zo ging men de rivier de Hain noemen.  Alsof dat nog niet genoeg is, wordt het riviertje soms ook verward met de Hene (Frans: Haine), waar het niets mee te maken heeft.

## Waterwinning
Sinds 1855 wordt het klare, kalkachtige water van de Hain gebruikt voor de Brusselse waterbevoorrading. Een ondergronds aquaduct voert het water naar een reservoir in de Elsense Verlaatstraat, vanwaar het verder wordt verdeeld in Brussel-stad. Tussen 1861 en 1871 zorgden droge zomers voor nijpende waterschaarste in de hoofdstad.